# Anell E
L'anell E de Saturn s'estén des de 180.000 km als 480.000 km del centre de Saturn. Té, per tant, una amplària de 300.000 km. Pel seu interior a 237.948 km del centre de Saturn viatja el satèl·lit Encèladus.
Es troba més enllà del límit de Roche de Saturn.
La regió que rodeja al pol sud d'Encèladus està coberta de fractures tectòniques i crestes. Aquesta regió és molt jove, ja que no es veu cap cràter. Per estes fractures escapa vapor d'aigua que forma una atmosfera en el satèl·lit.
Instruments de la sonda Cassini han revelat l'existència d'una atmosfera en Encèladus. Atès que les molècules posseeixen una velocitat més alta que la de fuga, es pensa que l'atmosfera d'Encèladus s'escapa permanentment a l'espai i al mateix temps es restaura a través de l'activitat geològica. L'atmosfera d'Encèladus està composta majoritàriament per aigua (aproximadament 65%). Les partícules que escapen de l'atmosfera d'Encèladus són la principal font de l'Anell E que està en l'òrbita del satèl·lit i té una amplària de 180.000 km.